# Driftwood (Texas)
Pour les articles homonymes, voir Driftwood (homonymie).
Driftwood est une census-designated place située dans le comté de Hays, dans l’État du Texas, aux États-Unis. Sa population s’élevait à 106 habitants lors du recensement de 2020.